# Malaysian Open 2014
BMW Malaysian Open 2014 byl tenisový turnaj pořádaný jako součást ženského okruhu WTA Tour, který se hrál v Royal Selangor Golf Clubu na otevřených dvorcích s tvrdým povrchem. Konal se mezi 14. a 20. dubnem 2014 v malajsijském hlavním městě Kuala Lumpur jako 5. ročník turnaje.
Turnaj s rozpočtem 250 000 dolarů patřil do kategorie WTA International Tournaments. Nejvýše nasazenou hráčkou ve dvouhře byla slovenka Dominika Cibulková.
Ačkoli bylo nejprve rozhodnuto o zrušení turnaje, později byl obnoven, když pořadatelé odkoupili práva na pořádání od turnaje v Palermu.

## Ženská dvouhra

### Nasazení
| Stát       | Hráčka                         | WTA1) | Nasazení |
| ---------- | ------------------------------ | ----- | -------- |
| Slovensko  | Dominika Cibulková             | 10.   | 1.       |
| Čína       | Čang Šuaj                      | 46.   | 2.       |
| Česko      | Karolína Plíšková              | 67.   | 3.       |
| Rakousko   | Patricia Mayrová-Achleitnerová | 81.   | 4.       |
| Japonsko   | Kimiko Dateová                 | 83.   | 5.       |
| Kazachstán | Zarina Dijasová                | 93.   | 6.       |
| Chorvatsko | Donna Vekićová                 | 95.   | 7.       |
| Japonsko   | Ajumi Moritová                 | 112.  | 8.       |

- 1) Žebříček WTA k 7. dubnu 2014.

### Jiné formy účasti
Následující hráčky obdržely divokou kartu do hlavní soutěže:
- Eleni Daniilidou
- Jarmila Gajdošová
- Ling Čangová

Následující hráčky postoupily z kvalifikace:
- Jing-jing Tuanová
- Giulia Gattová-Monticoneová
- Eri Hozumiová
- Ljudmyla Kičenoková
- Pemra Özgenová
- Ana Vrljićová

Následující hráčka se účastnila hlavní soutěže na základě chráněného žebříčku:
- Akgul Amanmuradovová

### Odhlášení
- Melinda Czinková
- Věra Duševinová
- Andrea Hlaváčková
- Jovana Jakšićová
- Luksika Kumkhumová
- Venus Williamsová

### Skrečování
- Kimiko Dateová

## Ženská čtyřhra

### Nasazení
| Stát       | Hráčka            | Stát                   | Hráčka                   | WTA1) | Nasazení |
| ---------- | ----------------- | ---------------------- | ------------------------ | ----- | -------- |
| Maďarsko   | Tímea Babosová    | Tchaj-wan              | Čan Chao-čching          | 59.   | 1.       |
| Chorvatsko | Darija Juraková   | Spojené státy americké | Megan Moultonová-Levyová | 101.  | 2.       |
| Austrálie  | Jarmila Gajdošová | Tchaj-wan              | Sie Šu-wej               | 108.  | 3.       |
| Tchaj-wan  | Čan Jung-žan      | Čína                   | Čeng Saj-saj             | 142.  | 4.       |

- 1) Žebříček WTA k 7. dubnu 2014; číslo je součtem umístění obou členek páru.

### Jiné formy účasti
Následující páry obdržely divokou kartu do hlavní soutěže:
- Alyssa Boeyová /  C' Jangová
- Çağla Büyükakçayová /  Pemra Özgenová

Následující páry se dostaly do kvalifikace jako náhradníci:
- Šu-jing Sieová /  Arina Rodionovová

### Odhlášení
- Kimiko Dateová

## Přehled finále

### Ženská dvouhra
- Donna Vekićová vs.  Dominika Cibulková, 5–7, 7–5, 7–6(7–4)

Jednalo se o první titul pro Donnu Vekićovou

### Ženská čtyřhra
- Tímea Babosová /  Čan Chao-čching vs.  Čan Jung-žan /  Čeng Saj-saj, 6–3, 6–4